# Metrosideros kermadecensis
Metrosideros kermadecensis är en myrtenväxtart som beskrevs av Walter Reginald Brook Oliver. Metrosideros kermadecensis ingår i släktet Metrosideros och familjen myrtenväxter.
Artens utbredningsområde är Kermadecöarna. Inga underarter finns listade i Catalogue of Life.

## Bildgalleri

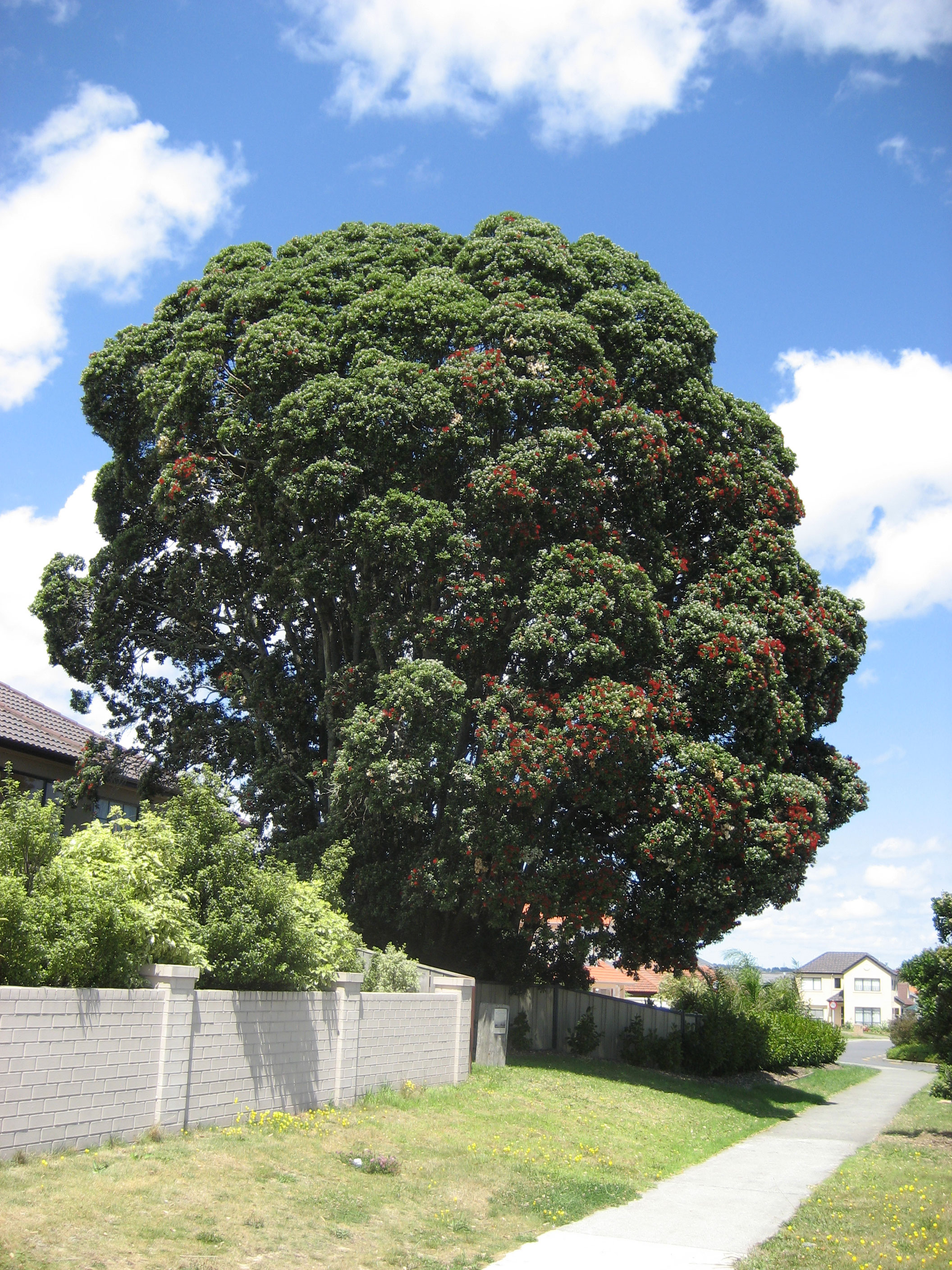
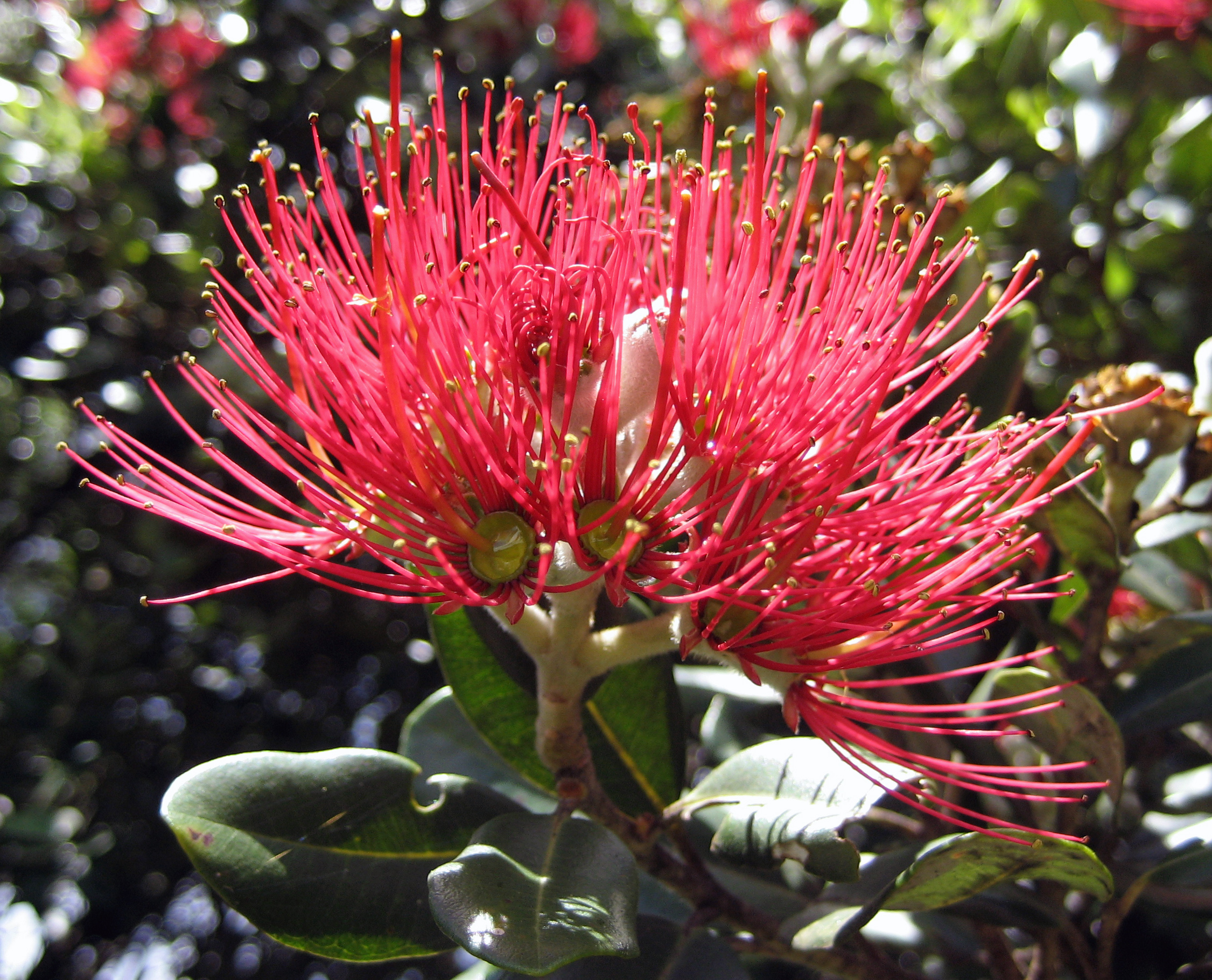
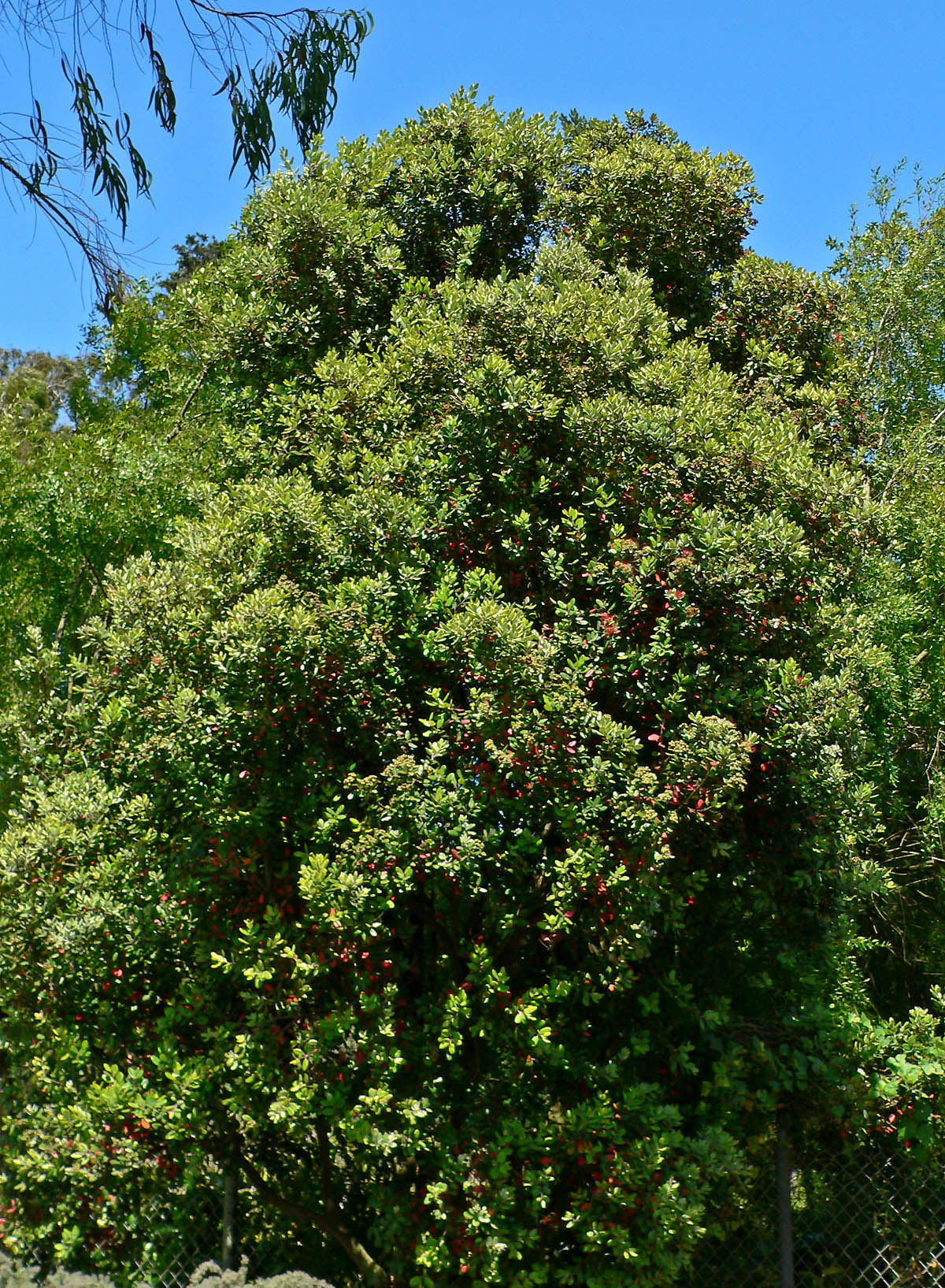
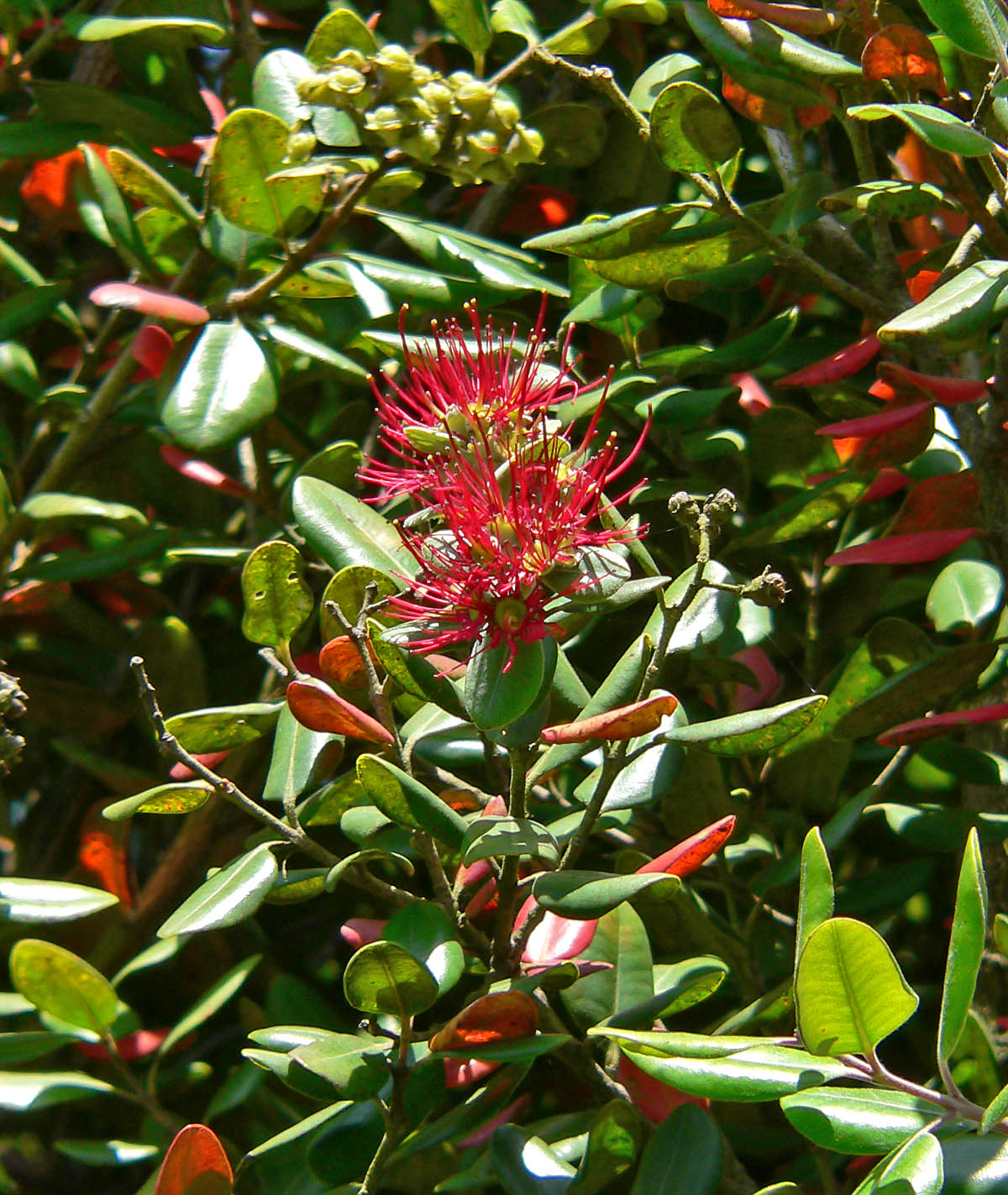
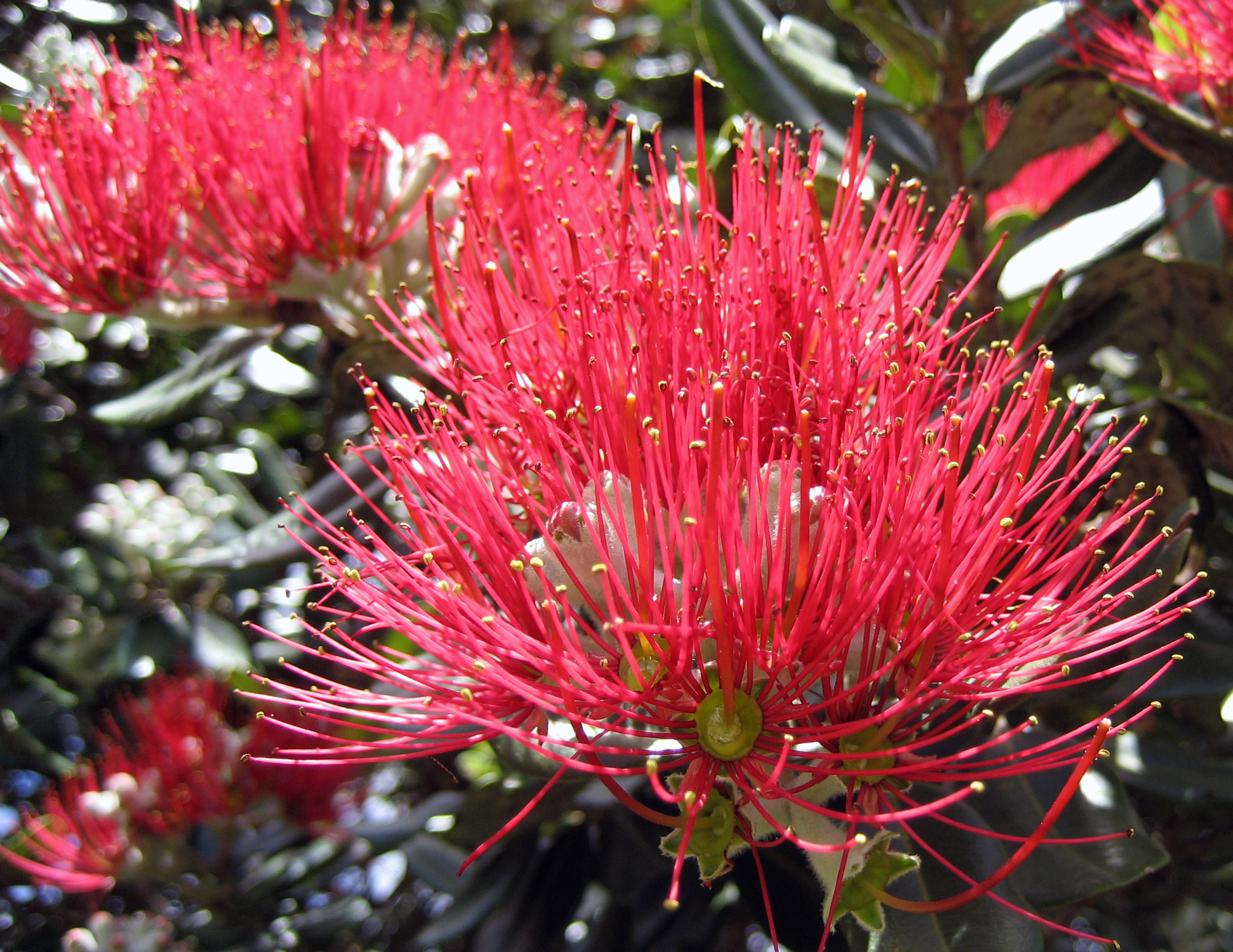
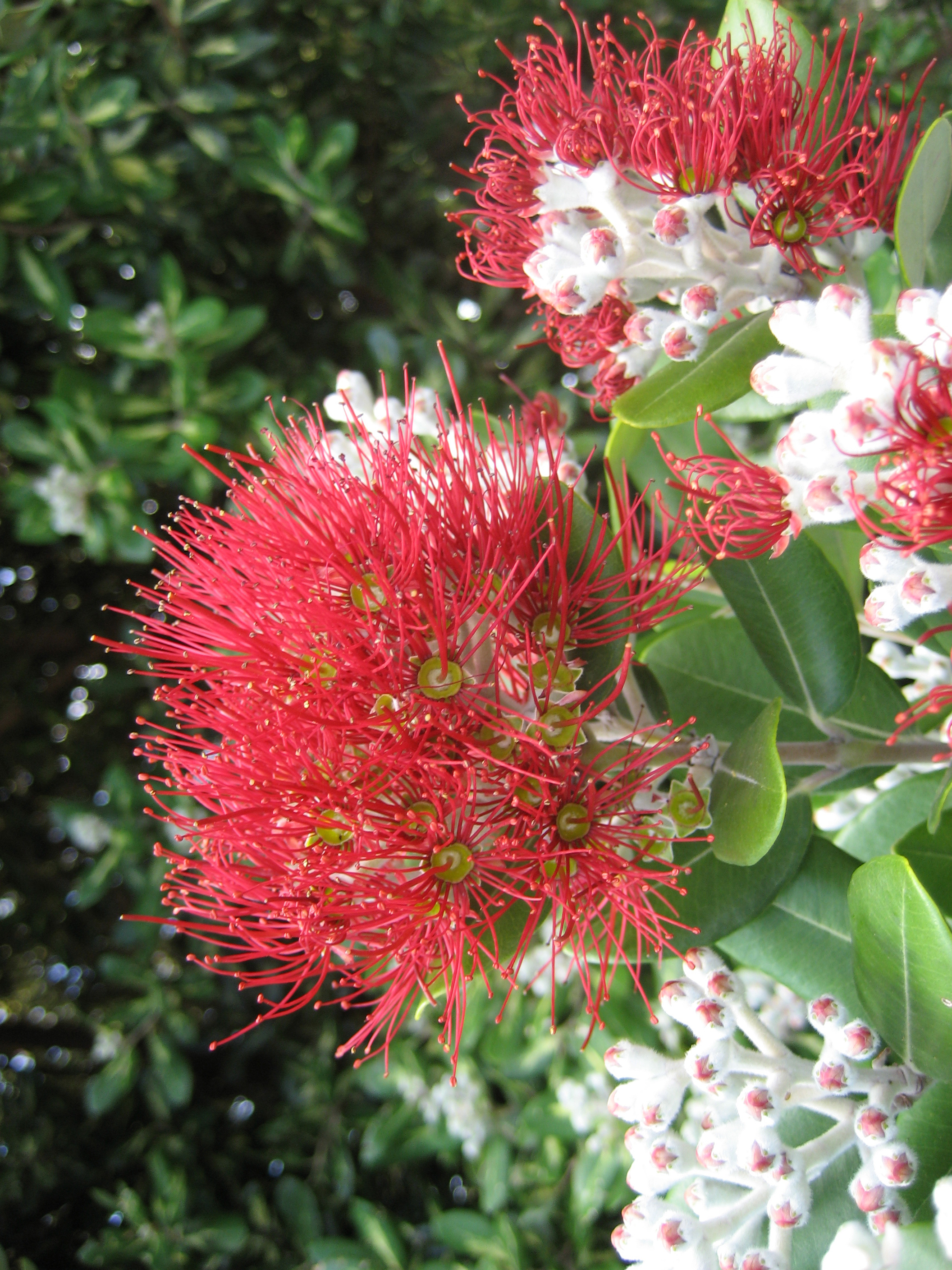